# C. S. Pacat
C. S. Pacat é uma escritora australiana best-seller, mais conhecida pela trilogia Captive Prince (Príncipe Cativo).

## Vida pessoal
Pacat nasceu em Melbourne, Austrália, e foi educada na Universidade de Melbourne. Ela morou em várias cidades diferentes, incluindo Perugia, onde estudou na Universidade de Perugia, e Tóquio, onde morou por cinco anos. Pacat escreveu a trilogia Captive Prince em torno de seu trabalho diário como tradutora enquanto treinava como geóloga.
Pacat é queer e de gênero não binário, usando os pronomes ele/ela. Ela se identifica como "uma wog (termo depreciativo para estrangeiros geralmenete da Índia) orgulhosa"  e afirma que isso influenciou ao escrever a trilogia Captive Prince : "Quanto à influência em Captive Prince, sou um wog bissexual e Damen é um wog bissexual - então tem isso". "Há muita política wog na série, embora raramente seja lida dessa perspectiva fora da Austrália".

## Obras

### TrilogiaCaptive Prince
1. Captive Prince (2015) Príncipe Cativo: O Escravo (V&R, 2017)
2. Prince's Gambit (2015) Príncipe Cativo: O Guerreiro (V&R, 2018)
3. Kings Rising (2016) Príncipe Cativo: O Rei (V&R, 2019)

### SérieDark Rise
- Dark Rise (2021) Ascensão das Trevas (Galera Record, 2022)